# Colinas Owari
Las colinas (o cerros) de Owari (尾張丘陵, Owari Kyūryō?) son un conjunto de cerros localizados en el centro occidental de la prefectura de Aichi, Japón.
Durante el periodo Edo, esta área constituyó el sector oriental del dominio Owari.
En la parte norte los cerros llegan a una altitud aproximada de 200 metros por encima del nivel de mar. Disminuyen su altitud hacia la ciudad de Inuyama hasta formar los bancos del sur del río Kiso, pasan por las comunidades de Komaki y Kasugai, desde donde continúan hacia el suroeste hasta el monte Sanage, en la ciudad de Toyota, a lo largo de la frontera con Seto. Desde allí, los cerros continúan hacia el sudoeste hasta terminar en la península de Chita.
- Datos: Q7114287